# Atena Daemi
Atena Daemi (en persa: آتنا دائمی; Teheran, 27 de març de 1988) és una activista pels drets civils, pels drets de la infància, pels drets humans i presonera política a l'Iran.

## Biografia
Daemi va ser detinguda per darrera vegada el 26 de novembre del 2016 i condemnada a set anys de presó. Les activitats pacífiques per les quals va ser acusada inclouen la distribució de fulls volanders contra la pena de mort i la publicació de missatges a Facebook i Twitter criticant l'historial d'execucions a l'Iran. Posteriorment, Daemi i les seves germanes van ser detingudes i condemnades acusades d'haver «insultat oficials en servei». El 2017 va realitzar una vaga de fam a la presó d'Evin durant 55 dies, i el 2018 a la presó de Shahr-e Rey durant 22 dies en protesta contra les condicions de vida a la presó. Amnistia Internacional la considera una presa de consciència.
La seva detenció i condemna es consideren part d'una onada de sentències dures que el poder judicial iranià utilitza contra activistes, escriptors i artistes. Daemi es va queixar formalment davant de la fiscalia de la presó d'Evin per l'actuació dels guàrdies de la revolució islàmica que la van detenir.
El 17 de maig del 2017, Amnistia Internacional va escriure una carta en què demanava que Daemi fos traslladada de la presó a un hospital. La carta explicava que Daemi, que llavors feia 40 dies que estava en vaga de fam, havia estat tossint sang i havia patit una greu pèrdua de pes, nàusees, vòmits, fluctuacions de la pressió arterial i mal de ronyons. Els metges van advertir que necessitava d'hospitalització immediata. Tot i això, les autoritats de la presó d'Evin es van negar a autoritzar el seu trasllat a un hospital fora de la presó perquè rebés tractament mèdic. La vaga de fam va finalitzar l'1 de juny del 2017, després que un tribunal d'apel·lació anul·lés els càrrecs addicionals contra ella i les seves germanes.
El 24 de gener del 2018, Daemi va ser traslladada a la presó d'Qarchak juntament amb Golrokh Ebrahimi Iraee, que havia estat empresonada per escriure un relat de ficció no publicat que criticava la pràctica de lapidar les dones fins a la mort. El seu trasllat a Shahr-e Rey, una presó per a presos comuns, va ser impugnat per considerar-lo il·legal, ja que viola la normativa iraniana sobre la classificació de les persones preses. Les dues dones van iniciar una vaga de fam el 3 de febrer del 2018 després del seu trasllat. Amnistia Internacional va tornar a demanar el seu alliberament immediat i incondicional al·legant que han estat empresonades per l'exercici pacífic dels seus drets humans. Amnistia Internacional ha expressat repetides vegades la seva preocupació per les condicions insalubres i perilloses de la presó, que anteriorment era una granja industrial de pollastres, així com la seva preocupació pels maltractaments patits per Daemi i Iraee.
Atena Daemi va romandre en vaga de fam fins al 15 de febrer de 2018 durant 22 dies. Golrokh Ebrahimi Iraee va continuar la vaga de fam fins al 24 d'abril de 2018, amb una durada de 81 dies. Les dues dones es trobaven en un estat físic extremadament greu i van ser objecte de campanyes de solidaritat internacionals. Finalment, van ser traslladades a la presó de dones d'Evin el 10 de maig de 2018.
El 25 de maig del 2018, Daemi va enviar una carta des de la presó d'Evin, denunciant la pena de mort i tractant la situació del pres polític condemnat a mort Ramin Hossein-Panahi. El 10 d'octubre del 2018, Dia Mundial contra la Pena de Mort, Daemi, Iraee i Maryam Akbari Monfared van signar una carta en què apel·laven públicament a Javaid Rehman, com a Relator Especial de les Nacions Unides, perquè avalués les possibles violacions dels drets humans a l'Iran, inclòs l'aplicació de la pena de mort. L'octubre del 2018, commemorant el quart any del seu empresonament, Daemi va escriure una carta pública a la seva mare.
El 16 de març del 2021, va ser traslladada a la Presó Central de Raixt, on seria més difícil que la seva família la visités.